# El jove aprenent
El jove aprenent (Le Jeune Apprenti) és un oli sobre tela de 100 × 65 cm realitzat per Amedeo Modigliani durant els anys 1917-1919 i dipositat al Museu de l'Orangerie de París.

## Context històric i artístic
Modigliani va passar diversos mesos al sud de França entre els anys 1918-1919 amb la finalitat de millorar la seua mala salut. El viatge va ésser pagat pel seu marxant d'art Léopold Zborowski i durant aquest període va pintar tota una sèrie de retrats de joves pèl-rojos, grangers, aprenents i treballadors. Segons Jeanne Modigliani eren "nois joves mal asseguts i apesarats per qui sap quins somnis ridículs i patètics".
Waldemar George ha explicat l'interès de Modigliani per aquestes figures anònimes:
| « | "El jove aprenent, Nena, Dona de barri. Rostres comuns, elementals, de trets grollers i faccions rudes. Modigliani s'empara d'aquests rostres, reflex i mirall de les ànimes, i els humanitza, els beatifica. (...) Tot i procedir per contrasts de línies i angles rectes, tot i sotmetre els aspectes tan diversos de la vida a un model uniforme, Modigliani no es pot apartar del seu romanticisme, de la seua melangia i de la seua actitud compassiva i tendra, però exempta de sentimentalisme, de dolçor o de vana indulgència." | » |

## Descripció
Modigliani admirava molt l'obra de Paul Cézanne i aquest retrat reprodueix la postura de certs bevedors i fumadors pintats per aquest darrer. Pintat alguns anys després de Noia pèl-roja i d'Antonia, aquest Jove aprenent evidencia una evolució clara en la manera de Modigliani. Les línies són més sinuoses i flexibles, els tons més clars, la matèria pictòrica és més fluida. El fons, ací, és ben llegible i hi ha una unitat en la superfície del quadre que resulta de les relacions que s'estableixen entre la figura i el marc que l'envolta.
D'altra banda, Modigliani no era només un pintor, sinó també un escultor. Les formes molt estilitzades, com les d'una mà recolzada a la cama, són una reminiscència de les seues escultures. Modigliani se centra ací en les relacions entre la figura i el seu entorn. El model posa assegut damunt d'una cadira, al costat d'una taula sobre la qual es recolza. De fet, amb el cap reposant damunt la mà i els ulls mig clucs, el model s'abandona amb certa indiferència a la sessió. Potser exhaust després d'una jornada de treball, sembla desocupat, pensarós. La cadira i la taula semblen fusionar-se amb el seu cos i alleujar la seua pesantor.
La gamma de colors del quadre és molt suau, amb diferents tons de grisos i marrons, només destorbada pel coll de la camisa blanca i el blau intens dels ulls. La cara prima, jove i suau del model contrasta amb les seues mans gruixudes. En aquest quadre, els motius són delineats amb contorns curvilinis i les formes són aplanades, la qual cosa també revela la influència de l'art de Paul Gauguin.